# Víctor José Arriagada Ríos
Víctor José Arriagada Ríos   (Santiago de Xile, 16 d'abril de 1934 - Santiago de Xile, 3 de gener de 2012) conegut al món del còmic pel seu pseudònim Vicar va ser un artista xilè, un dels més reeixits dels qui treballen amb els personatges de Disney. Vicar va ser un dels autors més productius de l'univers Disney de l'Ànec Donald, ja que durant els seus més de quaranta anys de carrera, va dibuixar més de 10.000 pàgines repartides en més de 1300 històries. Estilísticament Vicar és considerat per les seues il·lustracions com el més proper a l'estil de l'indiscutible pare dels ànecs de Disney, Carl Barks.

## Biografia
Llicenciat en enginyeria electrònica, Víctor Arriagada, que ja havia fet alguns treballs artístics per pagar-se els estudis universitaris, inicia la seua carrera com a ninotaire en la revista "Mampato", suplement infantil del periòdic El Mercurio.
En 1960, Vicar abandonaria Xile per anar a viure a Barcelona on, mentre continua publicant al seu país, col·laboraria també, via agència, amb revistes com Lui o Playboy. També col·laborà amb revistes espanyoles com Trinca o Mata Ratos. A més, cultivaria el cinema d'animació com a dissenyador de personatges al llargmetratge "El Mag dels Somnis", dirigit el 1966 per Francisco Macián.
A finals dels seixanta contactaria amb el grup danès Guttemberghus que li permet començar a dibuixar historietes amb personatges Disney com l'Ànec Donald. Tot i que la pràctica totalitat del seu treball compta amb guions aliens (d'altres guionistes de la casa Guttemberghus/Egmont) Vicar prompte seria un dels dibuixants més apreciats pels lectors, que el compararien amb el recentment retirat Carl Barks. De fet, el mateix Barks va arribar a dir de Vicar que "dibuixa ànecs, com jo, però ho fa millor".
Aquest reconeixement encara seria major quan, l'any 1975, ja de nou a Xile, funda el seu estudi "Vic-Art".
Vicar va morir el 3 de gener de 2012 de leucèmia.